# Paysage sentimental
Paysage sentimental est une mélodie pour voix et piano de Claude Debussy composée en 1883 sur un poème de Paul Bourget.

## Présentation
Paysage sentimental, à l'incipit « Le ciel d'hiver si doux, si triste, si dormant », est composé en novembre 1883, sur un texte de Paul Bourget paru dans le recueil Les Aveux (Paris, Lemerre, 1882, livre 1er, Amour, p. 17). La mélodie est dédiée à Mme Vasnier, soprano colorature et première muse du compositeur.
Selon Léon Vallas, Debussy a obtenu l'autorisation du poète le 29 octobre 1892 et cédé son œuvre à l'éditeur Paul Dupont le 21 septembre 1893.
Le manuscrit, qui porte la date « novembre 1883 », est conservé à la BnF (no 10 du « recueil Vasnier », ancienne collection Henry Prunières).
La première édition de la partition est publiée dans la Revue illustrée le 15 avril 1891. La mélodie paraît ensuite comme no III des Trois Mélodies de Claude Debussy, Société nouvelle d'éditions musicales (ancienne maison Paul Dupont), avec une couverture illustrée par Georges Dola, en 1903, avec la date 1880 sous le nom de l'auteur, puis avec un copyright 1907. La mélodie est ensuite éditée comme no 5 des Six Mélodies, chez Hamelle, en 1929, et aux éditions de La Sirène (sans date) puis Max Eschig (1947).

## Analyse
Paysage sentimental est en fa majeur, « allegro ma non troppo ».
Pour la musicologue Marie-Claire Beltrando-Patier, la mélodie « oppose la mort apparente de la nature en sommeil à la vivacité de l'amour ». Musicalement, « un motif léger et fantomatique crée l'atmosphère d'hiver ».
La durée moyenne d'exécution de la pièce est de trois minutes environ.
Dans le catalogue des œuvres du compositeur établi par le musicologue François Lesure, Paysage sentimental porte le numéro L 55 (45).

## Discographie
- Debussy : mélodies de jeunesse, Donna Brown et Stéphane Lemelin, ATMA Classique, 2001.
- Debussy Songs vol. 3, Jennifer France (soprano), Malcolm Martineau (piano), Hyperion Records CDA68016, 2014.
- Claude Debussy : intégrale des mélodies, 4 CD, Liliana Faraon et Magali Léger (sopranos), Marie-Ange Todorovitch (mezzo-soprano), Gilles Ragon (ténor), François Le Roux (baryton), Jean-Louis Haguenauer (piano), Ligia Digital, 2014[4],[5] ;
- Claude Debussy : The complete works, Warner Classics, 2018[6] :
  - Gilles Ragon (ténor) et Jean-Louis Haguenauer (piano), CD 20 ;
  - Mady Mesplé (soprano) et Dalton Baldwin (piano), CD 21.